# Faverolles-la-Campagne
Faverolles-la-Campagne ist eine französische Gemeinde mit 154 Einwohnern (Stand: 1. Januar 2022) im Département Eure in der Region Normandie (vor 2016 Haute-Normandie). Sie gehört zum Arrondissement Évreux und zum Kanton Conches-en-Ouche sowie zum Gemeindeverband Pays de Conches.
Die Einwohner werden Faverollais genannt.

## Geographie
Faverolles-la-Campagne liegt etwa 16 Kilometer westlich vom Stadtzentrum von Évreux.

### Nachbargemeinden
Umgeben ist Faverolles-la-Campagne von den Nachbargemeinden Émanville im Norden, Portes im Osten, Burey im Süden und Südosten, Louversey im Süden und Südwesten sowie Berville-la-Campagne im Westen.

## Bevölkerungsentwicklung
| Jahr      | 1962 | 1968 | 1975 | 1982 | 1990 | 1999 | 2006 | 2013 |
| Einwohner | 160  | 160  | 151  | 137  | 140  | 159  | 151  | 134  |

Quelle: INSEE

## Sehenswürdigkeiten
- Kirche Notre-Dame
- Schloss